# Lucanus capreolus
Lucanus capreolus is een keversoort uit de familie van de vliegende herten (Lucanidae). De wetenschappelijke naam is gepubliceerd in 1763 door Linnaeus.